# Kim Noorda
Kim Noorda (22 de abril de 1986) es una modelo neerlandesa.
Comenzó a modelar en 2003 después de ser descubierta por Wilma Wakker, mientras caminaba por la calle con unos amigos. Es representada por la agencias Viva Models, Why Not Models y Wilma Wakker, y es el rostro de Bvlgari, Omnia, y Crystalline parfum.
Noorda ha sido fotografiada por Peter Lindbergh y ha aparecido en eventos para Chanel, Burberry, Prada, y Dolce & Gabbana como también las portadas de Vogue (Brasil, Japón, Rusia), Madame Figaro, D, Marie Claire (Italia), Elle l (Países Bajos), Avantegarde (Países Bajos), y Harper's Bazaar.